# Acer californicum
Acer californicum é uma espécie de árvore do gênero Acer, pertencente à família Aceraceae.